# Vidfamne
Vidfamne er en rekonstruktion af vikingeskibet Äskekärrsskibet, som blev Göta älv i 1933. Rekonstrutkionen blev bygget i 1993-1994.
Skibet er opkaldt efter vikingekongen Ivar Vidfadme.

## Beskrivelse
Vidfamne er en knarr, der er et handelsskib med et stort lastrum. Denne type skib kan tilbagelægge store afstande over åbent havn. Det er 16,3 m langt og 4,8 m bredt på det bredeste sted. Dybdegangen er 1,2 m, og 1,75, hvis man tæller styreåren med. Skibet er bygget i egetræ, og det har en bruttovægt på 19 tons. Masten er 11,5 m høj, og det har et råsejl på 88 m2, og der er desuden 6 par årer. Udover sejlet er der også installeret to små elmotorer af sikkerhedshensyn. For sejl kan de nå hastigheder på op til 11 knob.